# Spoorlijn Winterthur - Rüti
De spoorlijn Spoorlijn Winterthur - Rüti ook wel Tösstalbahn genoemd is een Zwitserse spoorlijn tussen Winterthur en Wald en Wald-Rüti-Bahn tussen Wald en Rüti gelegen in kanton Zürich.

## Geschiedenis
Het traject werd door de Tösstalbahn (TTB) in fases geopend:
- 4 mei 1875: Winterthur - Bauma
- 15 oktober 1876: Bauma - Wald

Het traject werd door de Wald-Rüti-Bahn (WR) in geopend:
- 29 september 1876: Wald - Rüti

Op 16 augustus 2012 werd het deel tussen Wald en Rüti door een aardverschuiving onderbroken.

## Treindiensten
Het lokaal personenvervoer wordt op dit traject uitgevoerd door Thurbo en door de Schweizerische Bundesbahnen (SBB).

## Aansluitingen
In de volgende plaatsen is of was er een aansluiting van de volgende spoorlijnen:

### Winterthur
- Zürich - Winterthur, spoorlijn tussen Zürich en Winterthur
- Romanshorn - Winterthur, spoorlij tussen Romanshorn en Winterthur
- Rorschach - Winterthur, spoorlijn tussen Rorschach en Winterthur
- Winterthur - Etzwilen, spoorlijn tussen Winterthur en Etzwilen
- Winterthur - Koblenz, spoorlijn tussen Winterthur en Koblenz

### Bauma
- Uerikon - Bauma, spoorlijn tussen Uerikon en Bauma

### Rüti
- Wallisellen - Rapperswil, spoorlijn tussen Wallisellen en Rapperswil

## Elektrische tractie
Het traject werd geëlektrificeerd met een spanning van 15.000 volt 16 2/3 Hz wisselstroom.

## Afbeeldingen

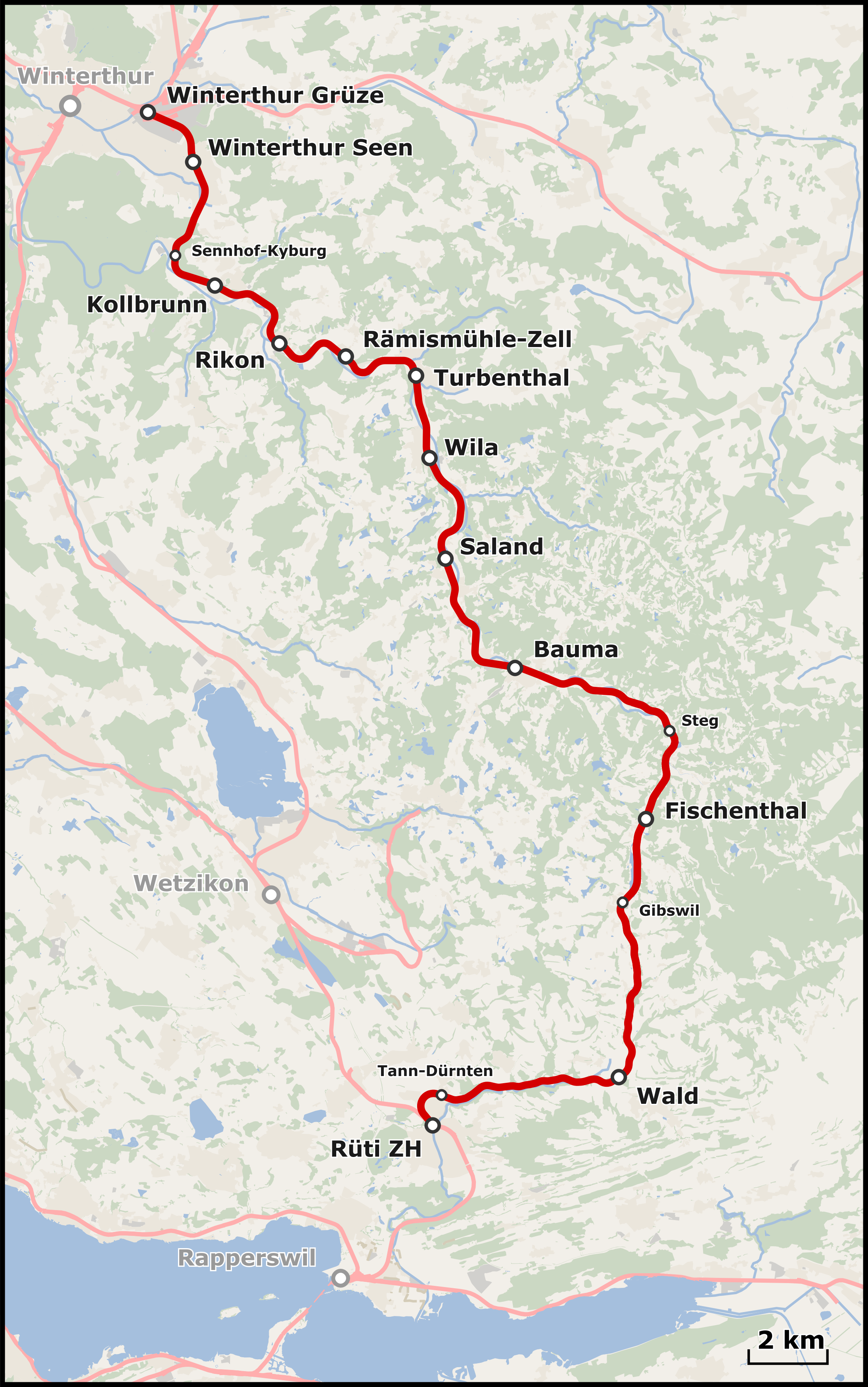
Trajectkaart
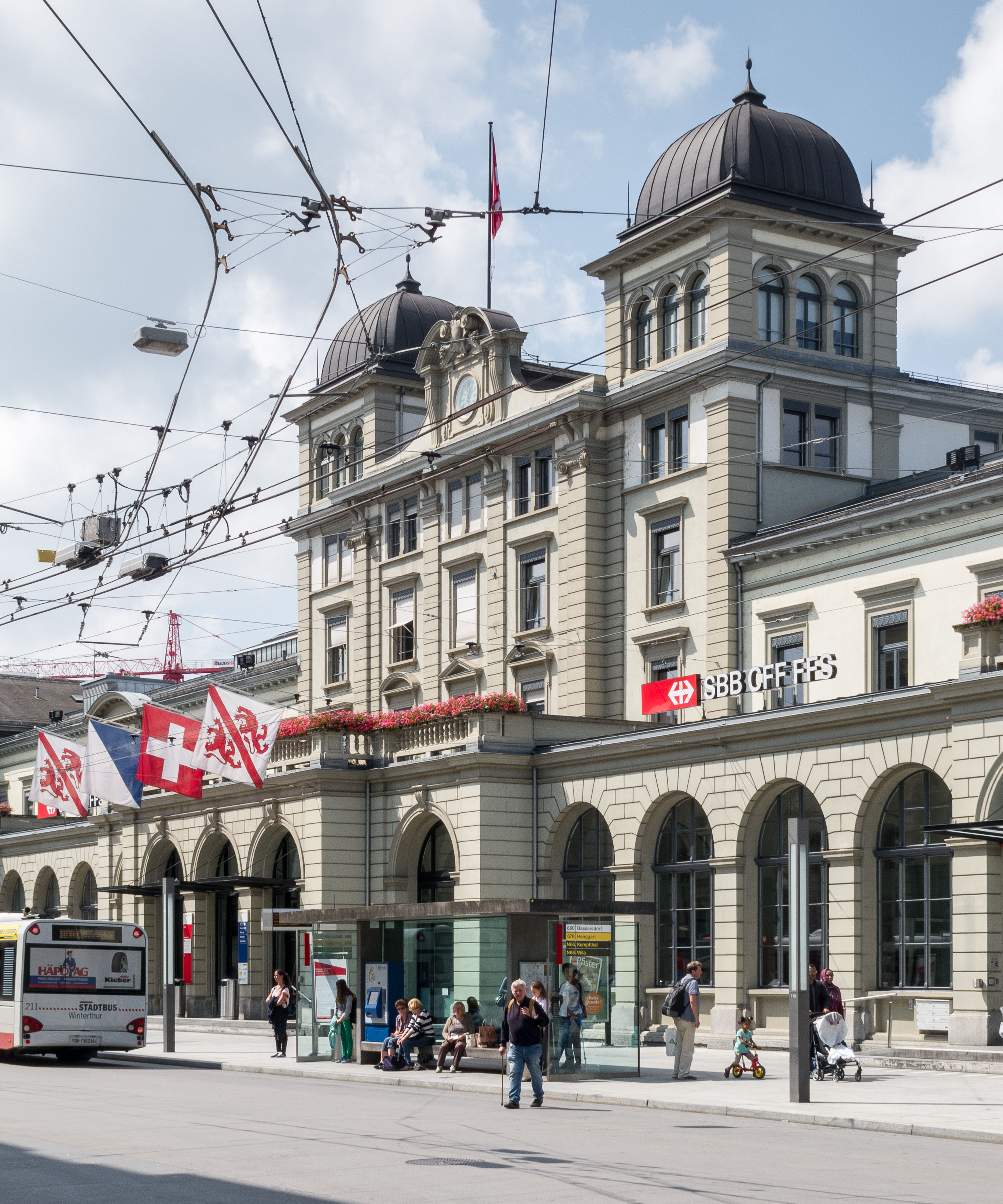
Winterthur Hauptbahnhof
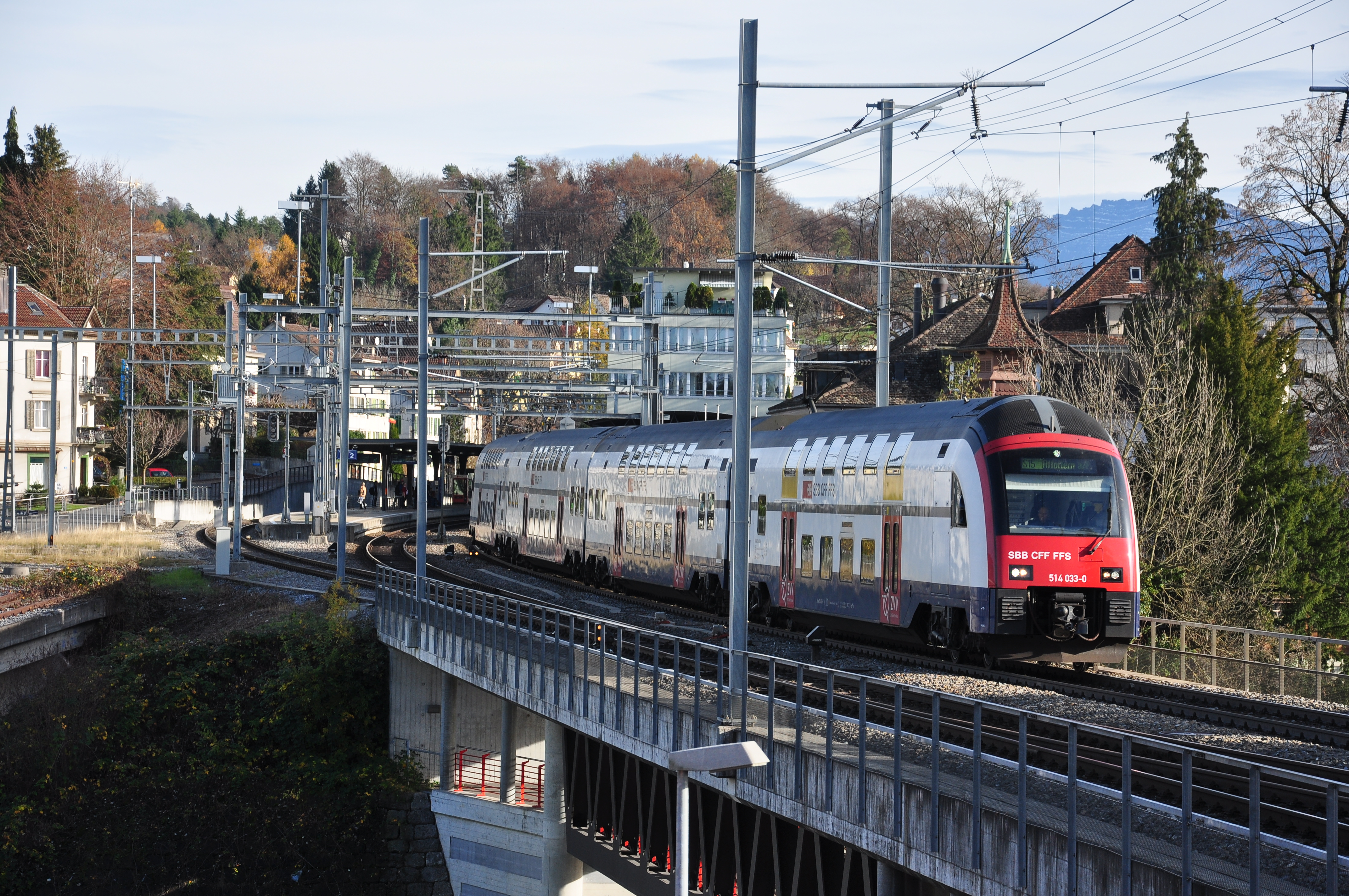
Station Rüti